# 豆腐姉妹
『豆腐姉妹』（とうふしまい）は、2010年にWOWOW「ミッドナイト☆ドラマ」で放送されたテレビドラマ（全5回）である。

## 内容
テレビドラマ、アニメーション、フェイクドキュメンタリーが融合する新感覚のテレビドラマとして企画された。監督した筧昌也にオファーが来たのは2008年頃で、当初はDVD用のオリジナルドラマにする予定だったという。
豆腐のような白いマンションに共同生活を送る3姉妹、不倫関係に悩む図書館司書の長女・絹代、キャバクラで働く次女・もめん、女優として活躍する由里子（吉高由里子本人）のそれぞれの人生観を、吉高が1人3役で演じ、長女はドラマ、次女はアニメ、三女はフェイクドキュメンタリーという異なる性格・視点・切り口で描くという画期的な手法だった。三女・由里子は自らが映画『白い十人の女』に主演するという設定になっているが、この作品は架空のもので､元ネタは『黒い十人の女』である。

## 出演
- 長女・吉高絹代、次女・吉高もめん（声の出演）、三女・吉高由里子（本人役）：吉高由里子
- 田中一郎：塚地武雅
- ムロツヨシ
- 設楽あさみ：平田薫
- 石田一雄：田中要次
- ナス子：宮崎美穂（声の出演）[3]
- 本多力（声の出演）
- オープニングナレーター（特別出演）：小林幸子

## スタッフ
- 監督：筧昌也
- 脚本：鈴木智尋、筧昌也
- アニメーション監督：青木純
- 音楽：野崎美波
- 主題歌：MAGIC PARTY「わがままJOYガール」（シングル『今夜はMAGIC BOX』所収[4][1]）

## DVD
- 2011年1月28日発売（発売元：WOWOW、アミューズソフトエンタテインメント／ASBY-4772）[5][2]